# Radoslav Brzobohatý
Radoslav Brzobohatý (Ruttka, 1932. szeptember 13. – Prága, 2012. szeptember 12.) cseh színész.

## Életpályája
Prágában beiratkozott a Művészeti Akadémia színészi fakultására. Diplomáját megszerezve a prágai S. K. Neumann Színház tagja lett. 1959-től szerepelt filmekben. Az 1960-as években főként fiatal hősök megszemélyesítőjeként vált népszerűvé.

## Filmjei
- Megtorlás (Mstitel) (1959)
- A fehér csat (1960)
- Félelem (Strach) (1964)
- Házasság feltétellel (1965)
- Bűnözők iskolája (Skola hrísníku) (1965)
- Senki sem fog nevetni (Nikdo se nebude smát) (1966)
- A tettes elrejti az arcát (1966)
- Hölgy a síneken (Dáma na kolejích) (1966)
- Maratón (1968)
- Jó földijeim (1969)
- Zsiráf az ablakban (Zirafa v okne) (1969)
- Uraim, megöltem Einsteint! (1970)
- A fül (1970)
- Tudom, te vagy a gyilkos (1972)
- Oázis (1973)
- A gyanú (1975)
- Bosszú a bércek között (1975)
- 30 prípadu majora Zemana (1976–1977)
- Wallenstein (1978)
- A herceg és a csillaglány (1979)
- Isteni Emma (1979)
- Pihenőidő (1980)
- Éjszakai lovasok (1981)
- Hóhányók és hóvirágok (1983)
- Találkozás az árnyakkal (1983)
- Finom kis bordély (1984)
- Rám zuhan az éjszaka (1986)
- Humberto cirkusz (1988)
- Újra finom kis bordély (1988)
- Dobrodruzství kriminalistiky (1989–1991)
- Enyém a bosszú (1995)
- Ördögi szerencse (1999)
- Ulice (2005–2008)
- A gólyák visszatérése (2007)
- Vyprávej (2009-2012)